# Ⰰ
Cette page contient des caractères spéciaux ou non latins. S’ils s’affichent mal (▯, ?, etc.), consultez la page d’aide Unicode.
Az (Азъ en cyrillique ; capitale Ⰰ, minuscule ⰰ) est la première lettre de l'alphabet glagolitique.

## Linguistique
La lettre sert à noter le phonème /a/.

## Historique
La lettre az pourrait avoir comme origine la lettre aleph (א) de l'alphabet hébreu, ou le signe de croix.
Elle est à l'origine de la lettre А de l'alphabet cyrillique.

## Représentation informatique
- Unicode :
  - Capitale Ⰰ : U+2C00
  - Minuscule ⰰ : U+2C30